# Ecclisomyia conspersa
Ecclisomyia conspersa là một loài Trichoptera trong họ Limnephilidae. Loài này được tìm thấy ở miền Cổ bắc và miền Tân bắc.